# Falsterbo
Falsterbo – część miejscowości (tätortu) Skanör med Falsterbo, położonej w południowej Szwecji, w regionie administracyjnym (län) Skania (gmina Vellinge).
Falsterbo zostało założone w XI wieku, a prawa miejskie uzyskało w połowie XIII wieku. Okres świetności miasta przypadł na XIII wiek, kiedy to rozwinęło się w ważne miasto kupieckie w międzynarodowym handlu rybami. Mieściło się tam centrum handlu śledziami. Pozostałością ery średniowiecznej jest kościół. We Falsterbo znajdują się również ruiny zamku Falsterbohus.
W 1776 wybudowano nową latarnię. Zastąpiła ona starą, która była w użytku od 1222. Jej model można dziś obejrzeć w Falsterbo.
W 1896 i 1911 miasto strawiły pożary, które prawie całkowicie zmieniły średniowieczny charakter miast.